# 稲田植久
稲田 植久（いなだ たねひさ、享保9年（1724年） - 明和7年9月6日（1770年10月24日））は、徳島藩筆頭家老。淡路洲本城代稲田家8代当主。
子は稲田植晟、稲田植樹、稲田植苗室。幼名直作。通称梶太郎、九郎兵衛。

## 生涯
享保9年（1724年）、蜂須賀家家老稲田植政の子として生まれる。元文3年（1738年）、藩主蜂須賀宗英に御目見する。元文4年（1739年）、藩主蜂須賀宗鎮家督相続の御礼言上の際に、将軍徳川吉宗と世子家重に拝謁する。同年（1739年）、父植政の死去により家督を相続する。延享3年（1746年）、洲本仕置となる。同年、幕府巡見使を領内に迎える。延享4年（1747年）、稲田学問所（郷校益習館の前身）を開設する。寛延3年（1750年）、幕府より徳島藩が日光東照宮修理普請の助役が命じられ、その監督を務める。宝暦5年（1755年）、病により洲本仕置を辞任する。宝暦8年（1758年）、再び洲本仕置となる。明和2年（1765年）、藩主蜂須賀重喜の改革に反対した仕置家老の賀島政良、長谷川貞雄が罷免され、代わって仕置家老となる。明和7年（1770年）9月6日死去。享年47。